# Bartolomeo Aymo
Bartolomeo Aimo (nascido a 25 de setembro de 1889 em Carignano, província de Turim - falecido em 11 de dezembro de 1970) foi um ciclista profissional italiano dos anos 1920.
Foi 2º no Giro de Itália 1922 e 3º nas edições de 1921, 1923 e 1928.
Também destacou no Tour de France, onde terminou 3º e ganhou etapa nas edições dos anos 1925 e 1926.

## Palmarés
1921
- 3º no Giro de Itália

1922
- 2º no Giro de Itália, mais 2 etapas
- 2º no Campeonato de Itália de ciclismo em Estrada

1923
- 3º no Giro de Itália, mais 1 etapa
- Giro do Piamonte

1924
- 1 etapa do Giro de Itália
- Giro da Província de Milão

1925
- 3º no Tour de France, mais 1 etapa

1926
- 3º no Tour de France, mais 1 etapa

1928
- 3º no Giro de Itália

## Resultados nas grandes voltas
| Corrida         | 1919 | 1920 | 1921 | 1922 | 1923 | 1924 | 1925 | 1926 | 1927 | 1928 | 1929 |
| --------------- | ---- | ---- | ---- | ---- | ---- | ---- | ---- | ---- | ---- | ---- | ---- |
| Giro de Itália  | -    | -    | 3º   | 2º   | 3º   | Ab.  | -    | -    | -    | 3º   | -    |
| Tour de France  | -    | -    | -    | -    | -    | 4º   | 3º   | 3º   | -    | -    | -    |
| Volta a Espanha | X    | X    | X    | X    | X    | X    | X    | X    | X    | X    | X    |